# Yuliya Jalilova
Yuliya Jalilova (19 de noviembre de 2002) es una deportista de Rusia que compite en atletismo. Ganó una medalla de oro en el Campeonato Europeo de Atletismo Sub-20 de 2021, en la prueba de 10 km marcha.